# Кућа Филипа Филиповића
Кућа Филипа Филиповића се налазила у Београду, у Таковској улици 37. Искључива вредност објекта је успомена на Филипа Филиповића, дугогодишњег руководиоца Комунистичке партије Југославије (КПЈ), представља непокретно културно добро као  споменик културе.
Кућа у којој је од 1912. године живео и радио Филип Филиповић, један од најистакнутијих предратних револуционара и оснивача Комунистичке партије Југославије, саграђена је крајем 19. или почетком 20. века. По својој концепцији припада типу двојних кућа, какве су подизане на некадашњој периферији града.
Кућа је срушена 2018. године.